# Turčianske Jaseno
Turčianske Jaseno – wieś (obec) na Słowacji położona w kraju żylińskim, w okręgu Martin. Pierwsze wzmianki o miejscowości pochodzą z roku 1274.

## Położenie
Wieś leży na wschodnim skraju Kotliny Turczańskiej, u podnóża zachodnich stoków Wielkiej Fatry, 2–3 km na północ od wylotu wielkofatrzańskiej Doliny Jasieńskiej.

## Mieszkańcy
Według danych z dnia 31 grudnia 2010, wieś zamieszkiwało 375 osób, w tym 180 kobiet i 195 mężczyzn. W 2001 roku rozkład populacji względem narodowości i przynależności etnicznej wyglądał następująco:
- Słowacy – 98,59%
- Czesi – 0,85%

## Historia
Wieś powstała z połączenia w 1973 r. dwóch oddzielnych jednostek osadniczych: Dolnego (słow. Dolné Jaseno, 500 m n.p.m.) i Górnego (słow. Horné Jaseno, 535 m n.p.m.) Jasena, położonych w dolinie Jasieńskiego Potoku (słow. Jasenský potok). Górne Jaseno było zasiedlone już w X-XI w. Najstarsza wzmianka o nim pochodzi z 1274 r. Dolne Jaseno wzmiankowane było w 1374 r. W XIV w. na terenie obydwu wsi osiedli koloniści, przybyli z różnych krain niemieckich.

## Ród Jesenských
Już w XVI w. obie wsie należały do licznie rozgałęzionego rodu Jesenských. Jesenscy wiedli liczne spory z sąsiadującymi z nimi Revayami, jak również 100 lat trwający spór z feudalnym „państwem” z siedzibą na zamku Likawa o górną część Doliny Lubochniańskiej. Do dziejów Turca przeszedł także kuriozalny spór między mieszkańcami jednej i drugiej wsi o używanie nazwiska Jesenský. Z tych Jesenských (z Górnego Jasena) wywodził się Jan Jessenius (słow. Ján Jesenský, Ján Jesenius z Veľkého Jasena, niem. Johannes Jessenius; 1566-1621) – lekarz, filozof i polityk, rektor Uniwersytetu Karola w Pradze, stracony przed praskim Ratuszem Staromiejskim wraz z 26 innymi zwolennikami czeskiego powstania antyhabsburskiego.
W urzędzie gminy Turčianske Jaseno wydzielono dwa pomieszczenia na izbę pamięci o Janie Jesseniusie.

## Zabytki
- Kościół katolicki pod wezwaniem św. Małgorzaty na wzgórzu w Górnym Jasenie. Murowany z kamienia, orientowany. Jednonawowy, z wielobocznie zamkniętym prezbiterium, bezwieżowy, kryty dwuspadowym, gontowym dachem. Pochodzi z przełomu XIII i XIV w. i stanowi klasyczny przykład wczesnogotyckich, prowincjonalnych kościołów wznoszonych w Turcu przez majstrów z kręgu strzechy budowlanej z Klasztoru pod Zniewem. Przebudowany w latach 1636–1648 w stylu renesansowym, zachował jednak swoją średniowieczną sylwetkę i szereg gotyckich detali, świadczących również o jego obronnym przeznaczeniu.
- Kościół ewangelicko-augsburski w Górnym Jasenie, klasycystyczny, z XVIII w.
- Szereg dawnych, drewnianych domów ziemiańskich z XVIII-XIX w.